# The Sphinx (British Columbia)
The Sphinx ist ein 2402 m hoher Berg mit einer Schartenhöhe von 212 m im Südwesten der kanadischen Provinz British Columbia, im Squamish-Lillooet Regional District.

## Geographie
The Sphinx liegt im äußersten Süden der Coast Mountains, südöstlich des Garibaldi Lake, auf der Grenze zum Garibaldi Provincial Park.

## Klima
In Bezug auf die Klimaklassifikation nach Köppen und Geiger herrscht an The Sphinx ein Westseiten-Seeklima. Die meisten Wetterfronten stammen vom Pazifik und bewegen sich ostwärts auf die Coast Mountains zu, wo sie durch die Berge zum  Aufsteigen (Windstau) gezwungen werden, was wiederum dazu führt, dass die enthaltene Feuchtigkeit in Form von Regen oder Schnee abgegeben wird. Im Ergebnis führt das zu hohen Niederschlägen in den Coast Mountains, insbesondere zu starken Schneefällen im Winter. Die Temperaturen können unter −20 °C fallen, unter Berücksichtigung von Windchill-Einfluss unter −30 °C.